# Abetti (hố)
Abetti là một hố Mặt Trăng (hố va chạm) đã hoàn toàn bị nhấn chìm bởi dung nham của biển Mặt Trăng. Điều này hình thành một 'hố ma' trên bề mặt, chỉ được thể hiện bằng một vành cong trồi lên. Abetti nằm ở rìa đông nam của biển Mare Serenitatis, và ở phía đông của Mons Argaeus. Hố này nói chung nhìn thấy được khi và chỉ khi nguồn sáng ở góc thấp. Hố được đặt tên theo sau hai nhà thiên văn học người Ý, Antonio Abetti và con trai của ông Giorgio.